# Modisimus minima
Modisimus minima là một loài nhện trong họ Pholcidae. Loài này được phát hiện ở Venezuela.